# Ratpenat llengut peruà
El ratpenat llengut peruà (Platalina genovensium) és una espècie de ratpenat de la família dels fil·lostòmids. Viu a l'oest del Perú. És l'única espècie del gènere monotípic Platalina.